# 1951 no Brasil
Esta é uma cronologia dos fatos acontecimentos de ano 1951 no Brasil.

## Incumbentes
- Presidente do Brasil - Eurico Gaspar Dutra (31 de janeiro de 1946 - 31 de janeiro de 1951)
- Presidente do Brasil - Getúlio Vargas (31 de janeiro de 1951 - 24 de agosto de 1954)

## Eventos
- 1951 - 1953: Período de grande seca no Nordeste. Registram-se os mais altos níveis de migração de nordestinos para o Sudeste do Brasil, até então.
- 18 de janeiro: Getúlio Vargas é proclamado presidente eleito pelo Tribunal Superior Eleitoral.[1]
- 19 de janeiro: Inaugurada pelo presidente brasileiro Eurico Gaspar Dutra a Rodovia Presidente Dutra ligando São Paulo e Rio de Janeiro.
- 20 de janeiro: Inaugurada a estação de televisão TV Tupi Rio de Janeiro.
- 31 de janeiro: Getúlio Vargas assume seu segundo mandato como o 17º Presidente do Brasil, desta vez eleito por voto direto.[2]
- 12 de Junho - Fundado por Samuel Wainer, o jornal Última Hora.
- 1 de Julho - Chegada da Ordem dos Clérigos Regulares - Teatinos
- 3 de julho: A Lei Afonso Arinos é sancionada pelo presidente Getúlio Vargas, proibindo a discriminação racial no Brasil.[3]
- 12 de julho: Um avião da Linhas Aéreas Paulistas choca-se com uma árvore localizada a 3 quilômetros da pista do aeroporto de Aracaju, causando a morte das 32 pessoas entre passageiros e tripulantes.[4][5]
- 6 de Dezembro - Vargas apresenta o projeto de criação da Petrobrás.

## Nascimentos
- 2 de janeiro:
  - Lula Ferreira, técnico de basquete.
  - Waldir Peres, ex-futebolista (m. 2017).
- 5 de janeiro: Leda Nagle, jornalista.
- 7 de janeiro: Luiz Melodia, cantor e compositor (m. 2017).
- 10 de novembro: Antonio Ricardo Droher Rodrigues (m. 2020).